# Extensor carpi radialis longus

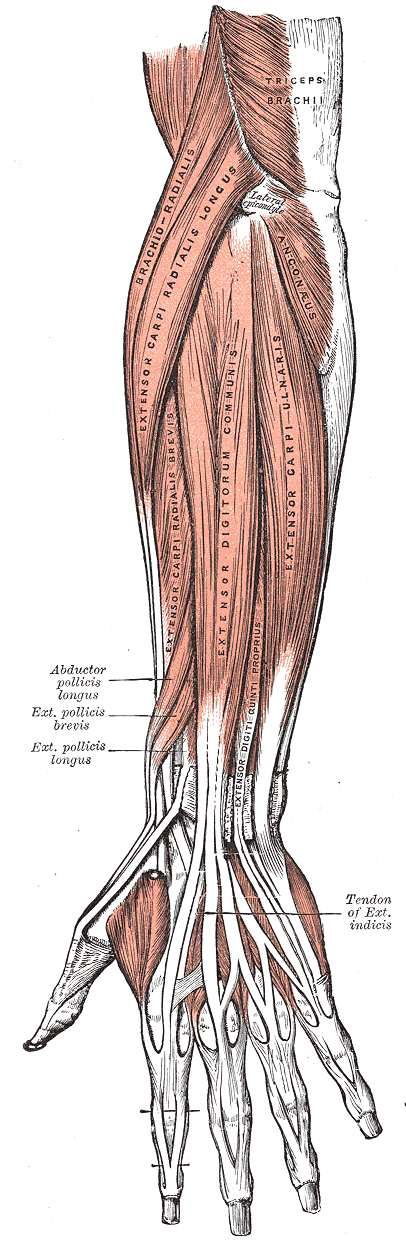
Underarmens muskulatur

Extensor carpi radialis longus (latin: musculus extensor radialis longus, "långa radiala handlovssträckarmuskeln"), i människans anatomi en skelettmuskel på underarmens baksida. Som namnet antyder är dess främsta uppgift att extendera handleden.
Extensor carpi radialis longus har sitt ursprung i den distala tredjedelen av överarmsbenets (humerus) laterala kant (margo lateralis humeri, septum intermusculare brachii laterale) distalt om m. brachioradialis.
Muskeln är relativt lång och sträcker sig parallellt med m. brachioradialis. Knappt halvvägs längs med strålbenet (radius) blir muskeln en sena som löper mellan m. brachioradialis och m. extensor carpi radialis brevis.
Tillsammans med brevis följer longus strålbenet till extensorretinaklet (retinaculum extensorum) genom dess andra senfack.
Muskeln fäste finns vid andra metakarpalbenets bas (basis ossis metacarpalis II).
Extensor carpi radialis longus innerveras av n. radialis.